# Wimpy

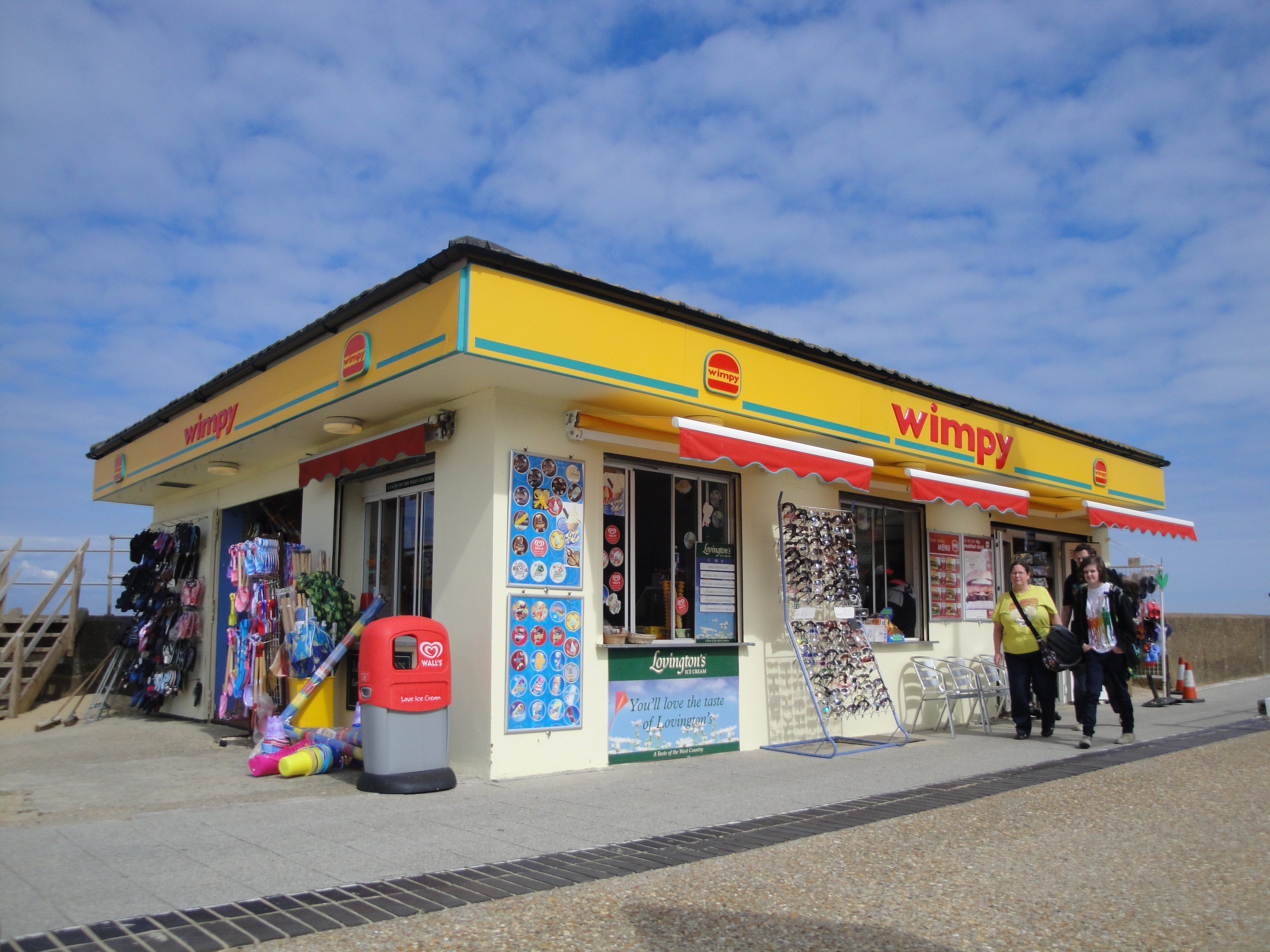
Een Wimpy in Ryde (Engeland)

Wimpy is een fastfoodrestaurant dat hoofdzakelijk broodjes, hamburgers, friet, eieren en aanverwante gerechten serveert, maar ook warme en koude dranken. In de hoogtijdagen in de jaren 1960 en 1970 waren er meer dan 1000 restaurants in meer dan 23 landen. In veel landen, waaronder Nederland, is Wimpy sinds de jaren 1980 verdwenen. Anno 2013 is in 11 landen een Wimpy gevestigd.
De naam "Wimpy" is geïnspireerd door het in de jaren 1930 ontstane personage J. Wellington Wimpy uit de Popeye-tekenfilms die bekend werd met uitspraken als I'll gladly pay you Tuesday for a hamburger today ("graag betaal ik je dinsdag voor een hamburger vandaag").

## Geschiedenis
Wimpy werd opgericht en had de eerste vestiging in 1934 in Bloomington, Indiana. De eerste Europese Wimpy werd in 1954 geopend in Groot-Brittannië door de oprichter en ondernemer Eddie Gold. Al snel kwamen er ook in andere landen Wimpy's. In Nederland werd de eerste in 1963 geopend, in 1969 waren er in dat land 53 vestigingen. Wimpy was toen onderdeel van het Britse concern J. Lyons en Co.
Bij Wimpy werd men aan tafel bediend. Het interieur was luxer dan dat bij anderen met royale tafels en rood lederen banken. Ook hoefde de klant het gebruikte servies niet zelf weg te brengen, er werd afgeruimd door de serveersters.
Het bedrijf kreeg te kampen met veel concurrentie van McDonald's en Burger King, die steeds meer filialen openden. In tegenstelling tot Wimpy, waar men bediend werd, kon men bij McDonald's zelf de bestelling aan de toonbank halen, wat sneller was, mede doordat de gerechten daar meestal al klaar waren en ze bij Wimpy nog bereid moesten worden. In de laatste jaren werd bij een aantal zaken van Wimpy de bediening afgeschaft. Dit mocht echter niet meer baten en in 1985 sloot in Zandvoort de laatste vestiging in Nederland.
Een andere oorzaak voor het verdwijnen was dat de franchise-nemers bij Wimpy een contract van tien jaar kregen. Ze begonnen na afloop er van vaak met een andere formule en een andere naam. Dit kwam mede omdat Wimpy in tegenstelling tot bijvoorbeeld McDonald's niet het onroerend goed aan de franchise-nemer verhuurde maar dat deze het zelf van een vastgoedbedrijf huurde. Hierdoor stond Wimpy na tien jaar met lege handen. Het aantal restaurants nam wereldwijd sterk af en Wimpy verdween geheel uit Nederland.

## Landen met een vestiging
- Bangladesh
- Botswana
- Cyprus
- Egypte
- Ierland
- Namibië
- Nepal
- Libanon
- Saoedi-Arabië
- Zuid-Afrika
- Verenigd Koninkrijk
- Zambia
- Kenia
- Verenigde Arabische Emiraten